# Федчишин Надія Орестівна
Федчишин Надія Орестівна (нар. 31 серпня, 1969, с. Голгоча Підгаєцького району Тернопільської області, Україна) — українська вчена у галузі педагогіки, доктор педагогічних наук (2017), професор (2019), завідувач кафедри іноземних мов Тернопільського національного медичного університету.

## Життєпис
Навчалася на факультеті іноземних мов Чернівецького державного університету імені Юрія Федьковича (1987—1992), спеціальність: романо—германська філологія.
1992—1994 — вчитель німецької мови ЗОШ № 2, м. Тернополя.
1994—2002 — старший викладач кафедри романо—германської філології Тернопільського експериментального інституту педагогічної освіти.
2002—2005 — завідувач кафедри німецької філології Тернопільського експериментального інституту педагогічної освіти.
2005—2009 — старший викладач кафедри німецької та французької філології Тернопільського експериментального інституту педагогічної освіти.
2009—2011 — доцент кафедри іноземних мов Галицького інституту імені В'ячеслава Чорновола.
2011—2014 — викладач кафедри іноземних мов з медичною термінологією Тернопільського державного медичного університету.
2014—2016 — навчання в докторантурі Дрогобицького державного педагогічного університету імені Івана Франка.
З січня 2017 року обіймає посаду завідувача кафедри іноземних мов Тернопільського національного медичного університету.

## Наукова діяльність
У 2009 році захистила кандидатську дисертацію на тему «Дидактична система Йоганна Фрідріха Гербарта та її вплив на розвиток вітчизняної освіти»
У 2016 році достроково захистила докторську дисертацію на тему «Розвиток ідей гербартіанської педагогіки в теорії і практиці німецькомовних країн (друга половина ХІХ — ХХ століття)».
Наукові інтереси: історія педагогіки, зокрема, теоретичне осмислення впливу гербартіанської педагогіки на розвиток педагогічної освіти загалом та в німецькомовних країнах; методика викладання іноземних мов, формування іншомовної компетентності у студентів-медиків.
Учасниця багатьох міжнародних наукових форумів, конференцій, семінарів, член Міжнародної спілки гербартіанців (з 2011).
Стипендіат ДААД (Німецька служба академічних обмінів) (01.11.2014—31.01.2015 рр. — стажування в Берлінському університеті ім. Гумбольдта (ДААД).
Жовтень—грудень 2018 р. — повторне стажування в Берлінському університеті ім. Гумбольдта (ДААД)).
Головний редактор журналу «Медична освіта».
Член редакційної колегії наукових журналів «Гірська школа Українських Карпат», «Науковий вісник Мукачівського державного університету: зб.наук.пр. Серія: Педагогіка та психологія».

## Доробок
Автор і співавтор понад 200 праць, монографій, підручників з німецької мови та літератури, латинської мови, посібників.
Основні наукові праці:

### Підручники
- 1.    Паласюк Г.Б., Саварин Т.В., Федчишин Н.О. (2023). Lingua latīna pharmaceutĭca: навч. Посіб. для студ. cпец. «фармація» заоч. форми навч. – Тернопіль : ТНМУ, 2023. – 424 с.  2.
- 2.  Паласюк Г.Б., Саварин Т.В., Ворона І.І., Федчишин Н.О. (2022). Латинська мова для студентів стоматологічного факультету: підручник. – вид. 2-ге, випр. І допов. – Тернопіль : ТНМУ, 2022. – 504 с
- 3.  Kichula M. Ya., Kolodnytska O.D., Palasiuk H.B., Savaryn T.V., Fedchyshyn N.O. (2021). Latin: Book / M.Ya. Kichula, O.D. Kolodnytska, H.B. Palasiuk, T.V. Savaryn, N.O. Fedchyshyn. — Ternopil: TSMU, 2021.
- 4.  Паласюк Г. Б., Саварин Т. В., Ворона І. І., Федчишин Н. О. (2021). Латинська мова: Підручник / Г. Б. Паласюк, Т. В. Саварин, І. І. Ворона, Н. О. Федчишин. — Тернопіль: ТДМУ, 2021.
- 5.  Паласюк Г. Б., Саварин Т. В., Ворона І. І., Федчишин Н. О. (2021). Латинська мова: Навчально-тренувальний посібник для підготовки до тестового контролю/ Г. Б. Паласюк, Т. В. Саварин, І. І. Ворона, Н. О. Федчишин. — Тернопіль: ТДМУ, 2021.
- 6. Паласюк Г. Б., Саварин Т. В., Федчишин Н. О. (2020). Латинська мова та медична термінологія: Підручник для студентів медичного факультету/ Г. Б. Паласюк, Т. В. Саварин, Н. О. Федчишин. — Тернопіль: ТДМУ, 2020. –548 с.
- 7.  Паласюк Г. Б., Саварин Т. В., Ворона І. І., Федчишин Н. О. (2020). Латинська мова: Підручник  для студентів стоматологічного факультету/ Г. Б. Паласюк, Т. В. Саварин, І. І. Ворона, Н. О. Федчишин. — Тернопіль: ТДМУ, 2019. — 447 с.
- 8.  Fedtschyschyn N. Streifzug durch die Geschichte der deutschen Literatur / N. Fedtschyschyn. — TEHfPA, 2004. — 404 S.

### Монографії
- Федчишин Н. Дидактична система Йоганна Фрідріха Гербарта: [монографія] / Надія Орестівна Федчишин. — Тернопіль: Підручники і посібники, 2008. — 193 с.
- Федчишин Н. Гербартіанська педагогіка в німецькомовних країнах: теорія і практика: [монографія] / Надія Орестівна Федчишин; наук. ред. Анатолій Вихрущ. — Тернопіль: Підручники і посібники. — Ч. 1, 2015. — 625  с.
- Fedchyshyn N.O. J.F. Herbart and Herbartianism in the Padagogical thought of Europe / European ideas in the works of famous educationalists. Internationalization, globalization and their impact on education / Editors: R.  Kucha and H. Cudak. — Studia I Monografie, Lodz. — 2013. — S. 232—251.
- Федчишин Н. О. Методика розвитку іншомовної компетентності студентів економічного профілю: [колективна монографія] / А. В. Вихрущ, О. М.  Царик, А. Г.  Цяпа та ін. — Тернопіль: Підручники і посібники, 2014. — 230—290 с.
- Федчишин Н. О. Якість університетської освіти: актуальні питання теорії і практики: [монографія] / [Вихрущ А. В., Єлагіна Н. І., Кліщ Г. І. та ін.]; відп.  ред. Анатолій Вихрущ. — Тернопіль: ТНЕУ, 2016. — C.
- Fedchyshyn N.O. Scientific School of J.F. Herbart as a Factor of European Integration / N. Fedchyshyn, A. Vykhrushch / Educationalists versus Politicians — Who Should Integrate Europe for Wellbeing of all Inhabitants / Editors: R.  Kucha and H. Cudak. — Studia I Monografie, Lodz-Warszawa. — 2017. — S. 228—249.
- Федчишин Н. О. Якість вищої медичної освіти [до 60-ти річчя ТДМУ] [монографія] / [Вихрущ А. В., Кліщ І. М., Федчишин Н. О. та ін.]; за  ред. А. Г. Шульгая, Н. О. Федчишин. — Тернопіль: Укрмедкнига, 2017. — C. 158—177 с.
- Fedchyshyn N.O. Theacher Training in German-Speaking Coutries: Model of Herbartianism / N. Fedchyshyn \\ Bringing People Together — Multiple Stories from Europe/ Editors: R.  Kucha and H. Cudak. — Studia I Monografie, Lodz-Warszawa. — 2018. — S. 125—148.

### Web of Science
- Fedchyshyn, N.,Bilovus, L., Mysyk, O., Yablonska, N., Pemiakova, O. (2021). Prospective Doctors Professional Preparation. Journal of Research in Medical and Dental Science, Vol. 9, Issue 7, P. 29-37.
- Fedchyshyn, N.,Bilovus, L., Mysyk, O., Yablonska, N., Pemiakova, O. (2021). Future Doctors Professional Preparation Model. Journal of Research in Medical and Dental Science, Vol. 9, Issue 6, P. 54-61.
- Savchuk B., Rozman I., Slyusarenko N., Pustovit H., Blahun N., Feltsan I., Cherepania M., Fedchyshyn N., Bilavych H. (2021). Analyzing the Biographical Methods in Developing Prospective Teachers to Measure the Mental States of the Students. Journal of Research in Medical and Dental Science. Vol. 9 (5). P.93-97.
- Fedchyshyn N., Kvas O.,Sultanova N., Humenna I., Bilavych, H. (2020). A Model of Forming the Health Culture of Future Physicians Using Health-Saving Technologies. International Journal of Applied Exercise Physiology. Vol. 9(11). P.126-134.Doi: 10.26655/IJAEP.2020.11.1
- Bilavych H., Kondur O., Bahriy M., Oliyar M., Savchuk B., Fedchyshyn N., Humenuk I., Pantiuk M., Petrenko O. (2020). Reading as a Cultural Practice of Modern Students. International Journal of Applied Exercise Physiology. Vol 9 (8).P.131-144. Doi: 10.26655/IJAEP.2020.8.1;
- Savchuk B., Pantyuk T., Kotenko R., Tkachivska I., Vysochan L., Pustovit H., Bilawicz J., Bilavych H., Fedchyshyn N. (2020). The Usage of Coaching Technology in the Formation of Emotional Intelligence of Future Tourism Managers. International Journal of Applied Exercise Physiology. Vol 9 (8).P.202-210. Doi: 10.26655/IJAEP.2020.8.1;
- Vykhrushch, A., DrachI., Stefanyshyn K.,SheremetaL., FedchyshynN.(2020). The System of Basic Concepts in Modern Science. International Journal of Applied Exercise Physiology. Vol 9 (7).P.73-79. Doi: 10.26655/IJAEP.2020.7.1;
- Nakhaieva Ya, Fedchyshyn N., Vykhrushch A, Yelahina N., Horpinich T., Kolodnytska O., NovitskaO. (2020). Formation of Professional Speaking for Future Doctors Through the Prism of Medical Terminology Study.International Journal of Applied Exercise Physiology. Vol. 9(4). P.27-37. Doi: 10.26655/IJAEP.2020.4.1;
- Bilavych H., Fedchyshyn N., Pantyuk T., Oliyar M., Vlasii O., Savchuk B., Bilavych I., Humeniuk I. (2020). Creating Ecological Language Space for the Youngest Computer Users. International Journal of Applied Exercise Physiology. Vol. 9(4). P.90-99. Doi: 10.26655/IJAEP.2020.4.
- Fedchyshyn N., Magsumov T. The Educational Activity in Galicia at the Beginning the 20th of the Century: Historic-Pedagogical Analysis and Perspectives / Східноєвропейський історичний журнал. — № 10, 2019. — С. 66-73DOI: 10.24919/2519-058x.10.159532
- Stratan-Artyshkova T., Fedchyshyn N., Honcharuk V. Future Specialists’ Creative Capacity as a Personal and Professional Quality.Science and education. — № 10. — С. 182—187.

### Scopus
- Kalymon Yu., Romanchuk O., Fedchyshyn N., Protsenko U., Yurko N. (2022). A corpus-based approach to author's idiolect study: lexicological aspect. X-Linguae. 15(3). P. 20-35. DOI: 10.18355/XL.2022.15.03.03 2.
- Vykhrushch A., Humeniuk V., Tarasiuk Yu., Khvalyboha T., Fedchyshyn N., Fedoniuk L., Rudenko M. (2022). Managerial Competence Development in the context of Philisophy of Education. Wiadomości lekarskie. Vol LXXV, Issue 5. P. 1200—1207. DOI: 10.36740/WLek202205226
- Bilavych H.V., Didukh I.Ja., Stynska V.V., Prokopiv L.M., Fedchyshyn N.O., Savchuk B. Р., Fedonyuk L.Ya. (2022). Development of inclusive education in Ukraine in the context of world trends. Wiadomości lekarskie. Vol LXXV, Issue 4. P. 891—899. DOI: 10.36740/WLek202204125
- Bilavych H, Borys U., Dovgij O., Savchuk A., Fedchyshyn N., Savchuk B., Fedoniuk L. (2022). Training of Future Professionals for Sustainable Development. Wiadomości lekarskie. Vol LXXV, Issue 3. P. 697—707. DOI: 10.36740/WLek202203123
- Vykhrushch A., Khvalyboha T., Fedchyshyn N., Bagriy M., Fedoniuk L., Protsyk H., Hnatyshyn S. (2021). Development of Medical Students Creativity as a Priority of Modern Higher Education. Wiadomości lekarskie. Vol LXXIV, Issue 12. P. 3204-3213. DOI: 10.36740/WLek202112115
- Pantiuk T., Pantiuk M., Kvas O., Fedchyshyn N., Romanchuk O., Klym M., Perkhun L. (2021). Healthy lifestyle principles formation of children aged 6-7. Wiadomości lekarskie.Vol LXXIV, Issue10. P. 2477—2481. DOI: 10.36740/WLek202110121
- Федчишин Н. О., Саварин Т. В., (2021). Весільна лемківська пісня (українська, польська, словацька): специфіка та використання. Русин. Международный исторический журнал. № 65. С.287-295. DOI: 10.17223/18572685/65/15
- Bilavych H., Bilawicz J., Slyvka L., Klepar M., Pantiuk M., Fedchyshyn N., Savchuk B. (2021). Sanitary and hygienic education of children and adults under the conditions of the Covid-19 pandemic in measurement of the achievements of public medicine of Galicia (end of the XIX — 30s of the XX century). Wadomości lekarskie.Vol. LXXIV, Issue 9. P. 2222—2227. DOI: 10.36740/WLek202109135
- Fedchyshyn N., Romanchuk O., Bilovus L., Mysyk O., Nazaruk V., Yablonska N., Pantyuk T. (2021). The health culture of future doctors through the prism of the health-preserving competence formation. Wadomości lekarskie. Vol LXXIV, Issue 8. P. 1931—1938.DOI: 10.36740/WLek202108127
- Fedchyshyn N., Vykhrushch, A., Bilavych H., Horpinich T., Yelahina N., Klishch H. (2020). Development of Medical Students’ Foreign Language Lexical Competence in the Virtual Learning Environment.Analele Universităţii din Craiova. Seria Ştiinţe Filologice. Lingvistică. Nr. 1-2. P. 71-79.
- Melnychuk I., Fedchyshyn N., Pylypyshyn O., Vykhrushch A. (2019). Philosophical and Cultural Aspects of Medical Profession: Philosophical and Conceptual Peculiarities. Cultura. International Journal of Philosophy of Culture and Axiology. № 16 (1). P. 165—174. DOI: https://doi.org/10.3726/CUL012019.0011
- Fedchyshyn N., Klishch H., Horpinich T., Yelahina N. Echoes of the Herbartianism in Western Ukraine (late 19 th — early 20 th centuries) / // Cultura. International Journal of Philosophy of Culture and Axiology. № 15 (1), 2018. — P. 103—114.https://doi.org/10.3726/CUL.2018.01.06.

### Навчально-методичні праці
- Федчишин Н. О. Методичні рекомендації для студентів 4 курсу німецького відділення з теми «Musik». — Тернопіль: Ленком. — 2002. — 35 c.
- Федчишин Н. О. Методичні рекомендації для студентів 4 курсу німецького відділення з історії німецької мови. — Тернопіль: Ленком. — 2003. — 66 c.
- Федчишин Н. О. Методичні рекомендації для студентів 4 курсу німецького відділення з теми «Theater». — Тернопіль: Ленком. — 2003. — 45 c.
- Федчишин Н. О. Методичні рекомендації для студентів 4 курсу німецького відділення з теми «Architektur». — Тернопіль: Ленком. — 2004. — 43 c.
- Федчишин Н. О. Методичні рекомендації для студентів 4 курсу німецького відділення з теми «Charakterzüge des Menschen». — Тернопіль: Ленком. — 2004. — 43 c.
- Федчишин Н. О. Методичні рекомендації для студентів 4 курсу німецького відділення з теми «Charakterbild des Menschen». — Тернопіль: Ленком. — 2005. — 23 c.
- Федчишин Н. О. Методичні рекомендації для студентів 2 курсу з дисципліни «Вступ до романо-германської філології». — Тернопіль: ТЕІПО. — 2006. — 20 с.
- Федчишин Н. О. Методичні рекомендації для студентів 2 курсу з теми «Goethe und Schiller». — Тернопіль: ТЕІПО. — 2007. — 20 с.
- Федчишин Н. О. Методичні рекомендації для студентів 2 курсу з теми «Europareise». — Тернопіль: ТЕІПО. — 2008. — 20 с.
- Федчишин Н. О. Навчально-методичний комплекс з дисципліни «Ділова іноземна мова (німецька)»: методичний посібник. — Тернопіль: Галицький інститут імені Вячеслава Чорновола, 2010. — 30 с.
- Fedtschyschyn N. Methodisches Instrumentarium für Deutschlehrer. — Ternopil, 2011. — 71 S.
- Fedtschyschyn N. Testen in der Grammatik. — Ternopil: TNWU, 2012. — 34 S.
- Fedtschyschyn N. Deutsche Grammatik in Tabellen. — Ternopil: TNWU, 2013. — 32 S. 30.
- Fedtschyschyn N. Theorie und Praxis des Unterrichts. — Ternopil: TNWU, 2014. — 30 S.
- Методичні вказівки і контрольні роботи з іноземних мов для студентів заочної форми навчання / [укладачі: Н. О. Федчишин, М. І. Бобак, Т. І. Горпініч, Н. І. Єлагіна, Г. Я. Кітура, Г. І. Кліщ, О. Д. Колодницька, Т. В. Корольова, М. О. Кучма, К. Б. Олексій, І. А. Прокоп]. — Тернопіль: ТДМУ, 2017. — 222 с.
- Fachdeutsch fur die Rehabilitologen. Professional English for Physiatristts/ N.Fedchyshyn, T.Horpinich, H.Klishch, N.Yelahina, K.Oleksii, I.Holub. — Ternopil: Ukrmedknyha, 2018. — 116 s.
- Speak and write in English, sprich und schrieb deutsch, parler er ecrire en francais (Методичні завдання і контрольні роботи з іноземних мов) / [укл. Н. О. Федчишин, М. І. Бобак, Т. І. Горпініч, Н. І. Єлагіна та ін.]. — Тернопіль: ТДМУ, 2018. — 184 с.
- Fachdeutsch für die Pharmazeuten. Professional English for Pharmacists / N. Fedchyshyn, T.Horpinich, H. Klishch, N. Yelahina, M. Bobak, O. Kolodnytska. — Ternopil: TSMU, 2018. — 280 s.